# Jenny Shipley
Jenny Shipley (4. veljače 1952.), je bila 36. premijerka Novog Zelanda od prosinca 1997. do prosinca 1999. godina prva žena na toj dužnost i prva do danas žena koja je bila vođa parlamentarne Nacionalne stranke Novog Zelanda.

## Biografija
Shipley je rođena kao Jennifer Mary Robson u mjestu Gore, kao jedna od četiri sestre. Nakon pohađanja Marlborough Girls 'Collega, izučila je za učiteljicu te je od 1971. do 1976. godine predavala u osnovnim školama. 1973. se udala za Burtona Shipleya s kojim ima dvoje djece, te se odselila se u Ashburton. Pomaže u brojnim organizacijama za pomoć djeci.

## Politička karijera
Nacionalnoj stranki Novog Zelanda priključila se 1975. Na izborima 1987. ulazi u parlament, te je s 35 godina jedan on najmlađi zastupnika. Premjerka postaje 8. prosinca 1997. kada je dosadašnji premjer Jim Bolger podnio ostavku jer više nije imao potporu stranke. Na izborima 1999. godine gubi izbore od Helen Clark, stranku vodi do listopada 2001. kada vodstvo preuzima Bill English. 2000. godine Shipley je pretrpila srčani udar. 2002. godine odlazi u političku mirovinu.

## Vanjske poveznice
|  | Zajednički poslužitelj ima još gradiva o temi Jenny Shipley |

- Biografija premjera